# Галатте, Иосиф Николаевич
Иосиф Николаевич Галатте (1760 — после 1816, по другим данным после 1849 года) — российский командир эпохи наполеоновских войн, генерал-майор Русской императорской армии.

## Биография
Иосиф Галатте родился в 1760 году в одной из пьемонтских дворянских семей.
12 июля 1799 года был принят на русскую службу из сардинской армии, в чине капитана. Участвовал в походах против французов в Италии и Швейцарии в 1799 году, в 1805 году — в Богемии и Моравии.
30 января 1806 года Галатте был произведен в подполковники и 26 мая того же года назначен в Свиту Его Императорского Величества по квартирмейстерской части.

В 1806—1807 годах Иосиф Николаевич Галатте находился во Второй Архипелагской экспедиции вице-адмирала Дмитрия Николаевича Сенявина в Средиземном море и был, в частности, при взятии острова Тенедоса, за что 9 сентября 1807 года был награждён орденом Святого Георгия 4-го класса № 1802 (788) 
В воздаяние отличного мужества и храбрости, оказанных в сражении с турецкою эскадрою 19 июня, где, находясь на корабле "Сильном", во все время сражения был на шканцах и на юте, замечал движение неприятельской эскадры и примером храбрости и присутствия духа поощрял людей к неутомимости.
6 сентября 1810 года Галатте был назначен плац-майором в Свеаборг и уже 20 ноября произведен в полковники.
Иосиф Галатте по собственному желанию участвовал в Отечественной войне 1812 года и в войнах за освобождение Европы и отличился в сражениях при Денневице, за что был награждён орденом Святого Владимира 3-й степени, и при Лейпциге, за которое награждён золотой саблей с алмазными украшениями.
15 декабря 1813 года Иосиф Галатте был произведен в генерал-майоры Русской императорской армии.
В 1814 году Галатте участвовал в сражении при С.-Дизье, за что получил орден Святой Анны 1-й степени.
5 апреля 1816 года был уволен со службы по болезни, с мундиром.
Год смерти Иосифа Николаевича Галатте не установлен.